# Baliuag
Baliwag è una municipalità di prima classe delle Filippine, situata nella Provincia di Bulacan, nella Regione del Luzon Centrale.
Baliwag è formata da 27 baranggay:
- Bagong Nayon
- Barangca
- Calantipay
- Catulinan
- Concepcion
- Hinukay
- Makinabang
- Matangtubig
- Pagala
- Paitan
- Piel
- Pinagbarilan
- Poblacion
- Sabang

- San Jose
- San Roque
- Santa Barbara
- Santo Cristo
- Santo Niño
- Subic
- Sulivan
- Tangos
- Tarcan
- Tiaong
- Tibag
- Tilapayong
- Virgen delos Flores